# Utako Okamoto
Utako Okamoto (岡本歌子, Okamoto Utako, Tòquio, 1 d'abril de 1918 — Kobe, 21 d'abril de 2016) fou una metgessa japonesa que descobrí l'àcid tranexàmic en la dècada dels anys 1950 quan investigava per trobar un fàrmac que tractés l'hemorràgia postpart. Després de publicar els resultats el 1962 esdevingué presidenta de la Universitat Kobe Gakuin, on va treballar des de 1966 fins a la seva jubilació, el 1990. Durant la seva carrera va trobar moltes dificultats, en un entorn dominat per homes; en vida, no fou capaç de persuadir els obstetres de Kobe que fessin proves amb l'agent antifibrinolític, que va esdevenir un medicament essencial de la llista de l'Organització Mundial de la Salut el 2009. Va arribar a veure el començament de l'estudi de l'àcid tranexàmic el 2010 en 20.000 dones amb hemorràgia postpart, però va morir abans de la seva fi el 2016 i la publicació dels resultats sobre la prevenció de la mortalitat en aplicar-lo, el 2017.

## Biografia
Okamoto va començar a estudiar odontologia el 1936, però va canviar de carrera i es va matricular a la Universitat de Medicina per a Dones de Tòquio, on es va graduar el desembre de 1941. Un mes després, el gener de 1942, va començar a treballar com a ajudanta de recerca a la mateixa universitat, investigant el cerebel amb un neurofisiòleg que «donava més oportunitats [a dones] de les que hi havia disponibles a l'època». Després de la Segona Guerra Mundial i la Segona Guerra sinojaponesa, respectivament, el 1945 va començar a col·laborar a la Universitat de Keiō, a Tòquio. Quan els recursos es van tornar escassos, ella i el seu marit, Shosuke Okamoto, van començar a investigar la sang, ja que si no n'aconseguien prou per a realitzar els seus estudis, podrien utilitzar la sevapròpia. Esperaven trobar un tractament per a l'hemorràgia postpart, un fàrmac potent per aturar l'hemorràgia després de donar a llum. Van començar estudiant l'àcid aminocaproic i després una substància química relacionada, l'àcid trans-4-(aminometil)ciclohexan-carboxílic, també conegut com a àcid tranexàmic. Els Okamoto van trobar que era vint-i set vegades més potent que el primer i, per tant, un potencial agent antihemorràgic, i van publicar els seus descobriments en la Revista de Medicina de Keio el 1962.
El 1966 li fou concedida la presidència de la Universitat Kobe Gakuin. El 1980, va fundar un Comitè per a Projectes sobre Trombosi i Hemostasi. Es va jubilar de la Universitat el 1990 i, després de la defunció del seu marit, el 2004, va dirigir el comitè fins al 2014. Mai va poder persuadir els obstetres que provessin el fàrmac en hemorràgies postpart.

## Assoliments
El valor de l'àcid tranexàmic no va ser apreciat durant anys, i no va ser fins al 2009 que fou inclòs a la llista de l'OMS de medicines essencials per al seu ús en la cirurgia cardíaca. El 2010, en un estudi controlat aleatoritzat en pacients amb trauma, se'n va demostrar el benefici si s'administrava en les primeres tres hores després de l'accident. També el 2010 va començar l'assaig WOMAN (World Maternal Antifibrinolytic, Antifibrinolític Maternal Mundial), un estudi aleatoritzat sobre l'àcid tranexàmic, amb control de placebo i doble cec, en 20.000 dones amb hemorràgia postpart, que va acabar el 2016, i a l'abril de 2017 se'n van publicar els resultats, que evidenciaven que l'àcid tranexàmic reduí les morts en 10.036 dones tractades sense efectes adversos, front a les 9.985 a qui se'ls hi havia administrat el placebo.

## Obstacles
En un Japó dominat pels homes, Okamoto va haver de lluitar contra el sexisme malgrat que en les primeres etapes de la seva carrera va tenir un supervisor comprensiu amb les dones en la ciència. Ella i una companya van ser «convidades» a abandonar una conferència pediàtrica perquè l'esdeveniment no era per a «dones i nens» (onna kodomo), un terme que, en una entrevista el 2012, va dir que mai havia escoltat abans. Després de presentar per primera vegada la seva investigació, certs homes la van ridiculitzar preguntant-li si anava a ballar per a ells.
En una entrevista, Okamoto va dir: «els homes són sempre conscients de les diferències fonamentals entre homes i dones, i per això no poden evitar pensar en si mateixos com a superiors. Així que vaig utilitzar això en el meu favor per tractar amb els seus egos. […] Fins [que vaig tenir una nena] podia compensar els desavantatges de ser una dona amb hores laborables més llargues –10 hores diàries en comptes de les 8 que treballaven els homes»–. A la Universitat Keio no hi havia guarderia per a la seva filla i la portava al laboratori on treballava, a l'esquena quan era un nadó, «[esperant] que es portés bé».